# Бальковцы
Бальковцы (укр. Бальківці) — село в Хмельницком районе Хмельницкой области Украины.
Население по переписи 2001 года составляло 847 человек. Почтовый индекс — 31208. Телефонный код — 3845. Занимает площадь 0,27 км². Код КОАТУУ — 6820983603.

## Местная власть
31200, Хмельницкая обл., Хмельницкий р-н, г. Волочиск